# Silbervogel
Le Silbervogel (« Oiseau d'argent ») était un projet de bombardier sub-orbital propulsé par un moteur-fusée, conçu par Eugen Sänger et Irene Sänger-Bredt dans les années 1930 et devant être utilisé par la Luftwaffe, force aérienne du Troisième Reich. On fait souvent référence à lui comme l'Amerika Bomber (« Bombardier de l'Amérique »), bien qu'il n’ait été que l'un des nombreux projets pour cette mission.

## Conception
Ce projet était remarquable, dans le sens où il incorporait les recherches récentes de la fusée couplée avec le principe de corps portant. Mais il fut jugé comme trop complexe et onéreux pour être réalisé, ce qui fait qu'il ne dépassa pas le stade des tests en soufflerie.
Le lancement du Silbervogel s'effectuait sur un rail de 3 km de long (vitesse atteinte Mach 1,5) à l'aide d'un gros booster d'une poussée de 600 tonnes. Après une montée suivant un angle de 30° jusqu'à 145 km d'altitude à l'aide de ses propres propulseurs, le vol se poursuit selon une trajectoire balistique dont l'apogée se trouve à 161 km d'altitude suivie d'une série de rebonds atmosphériques à une vitesse avoisinant les 22 100 km/h.
Il descendait alors progressivement dans la stratosphère, où l'augmentation de la densité de l'air génère un phénomène de portance au-dessus du corps plat de l'appareil, causant un « bond » et un gain d'altitude, ce processus se répétant ainsi de suite. À cause du phénomène de traînée, chaque rebond est plus petit que le précédent. Mais il a été calculé que le Silbervogel pouvait traverser l'Atlantique, larguer une bombe de 4 000 kg au-dessus des États-Unis et continuer son vol jusqu'à une plateforme d'atterrissage dans le Pacifique, quelque part aux alentours du Japon, soit un voyage total de 24 000 km.
L'analyse informatique d'après-guerre sur le Silbervogel démontra une erreur mathématique concernant l'écoulement de la chaleur durant la rentrée dans l'atmosphère, qui était bien plus élevé que d'après les calculs de Sänger et Bredt. Si le projet avait été construit suivant les indications originelles, l'appareil se serait désintégré durant la rentrée. Ce problème aurait pu être contourné par l'augmentation du bouclier thermique, mais ceci aurait considérablement réduit la capacité d'emport de l'appareil.

## Fin de la Guerre

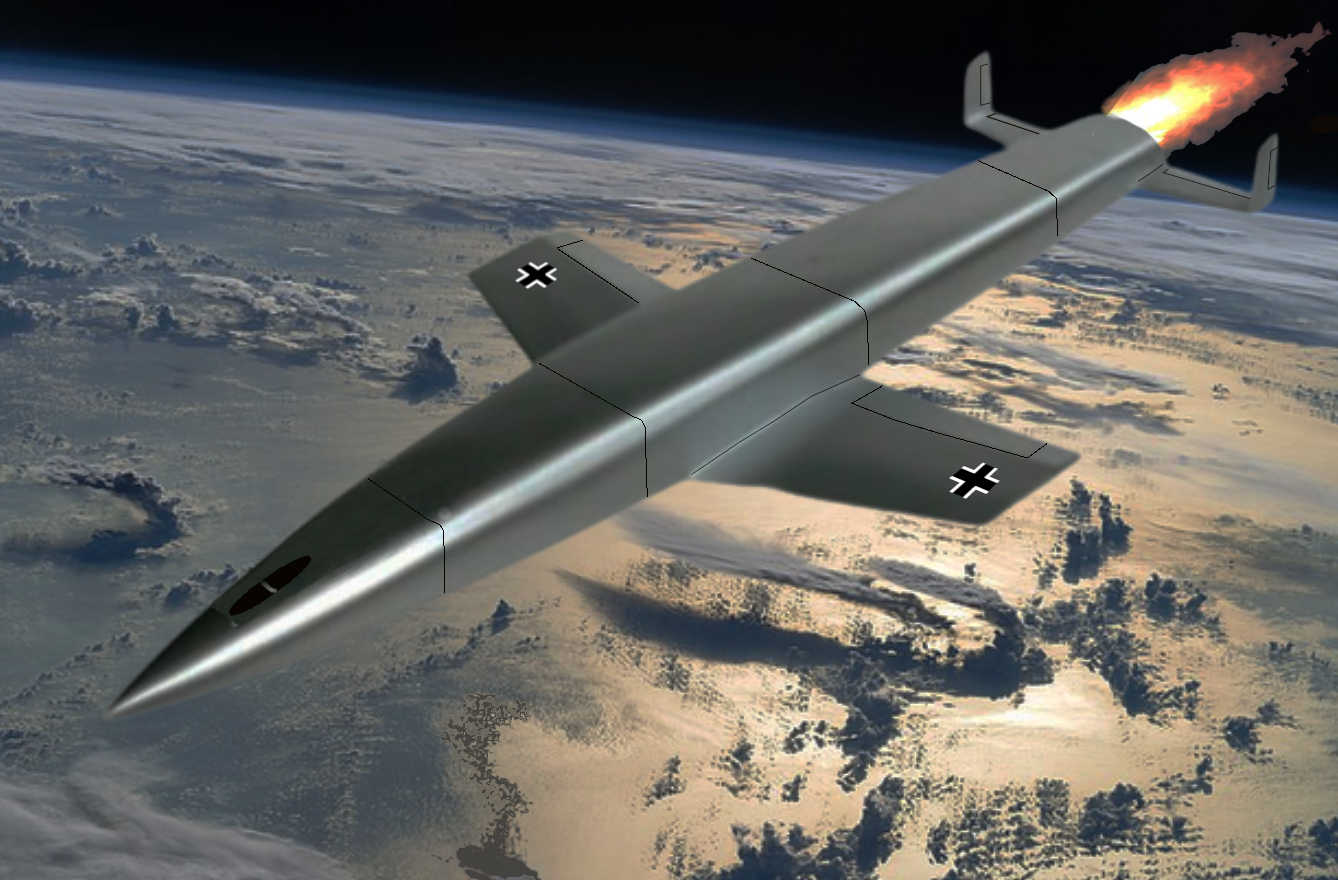
Le Silbervogel en vol suborbital (vue d'artiste).

Il devait être piloté par la célèbre pilote d'essai Hanna Reitsch, qui ne le pilota jamais par ailleurs, mais qui avait déjà testé différentes armes secrètes allemandes comme le Horten H.XVIII (en), prédécesseur du Silbervogel qui ne vola jamais lui non plus.

## Après-guerre
Après la fin du conflit, Sänger et Bredt travaillèrent pour la France et en 1949 fondèrent la Fédération Astronautique, tandis qu'en France, Sänger était l'objet d'une tentative (qui échoua) de retournement par des agents soviétiques,. Staline, intrigué par des rapports du renseignement sur le Silbervogel, envoya son fils, Vasily, et le scientifique Grigori Tokaty (en) pour kidnapper Sänger et Bredt afin de les ramener en URSS[réf. nécessaire]. Quand le plan échoua, un nouveau bureau de recherches sur ce concept fut créé en 1946 par Mstislav Vsevolodovich Keldysh.
Une nouvelle version russe propulsée par des statoréacteurs au lieu de moteurs-fusées fut développée mais non réalisée, elle est connue sous le nom de bombardier Keldysh. Bien que son design servit de base pour une série de projets de missiles de croisière dans les années 1960, aucun d'entre eux ne vit le jour.
Aux États-Unis, ce projet donna naissance au X-20 Dyna-Soar, directement dérivé du Silbervogel, qui était lancé par un booster Titan II. Avec la création de la NASA et du fait que les satellites d'observation étaient capables de faire ces missions, l'United States Air Force se retira peu à peu des vols spatiaux et le projet Dyna-Soar fut abandonné.
Le legs durable du concept du Silbervogel est le design de « moteur régénérateur », dans lequel le carburant circule dans des tubes autour du moteur afin de le refroidir et de permettre sa pressurisation. Beaucoup de missiles modernes utilisent encore le design Sänger-Bredt.

## Appareils comparables
- URSS : Bombardier Keldysh (1950)
- É.-U. : X-20 Dyna-Soar (1957)
- URSS : Mikoyan-Gourevitch MiG-105 (1976)

## Dans la culture populaire
- Le Silbervogel constitue un élément central de la série de bande dessinée Dent d'ours (éditions Dupuis) débutée en 2013. Vers la fin de la Seconde Guerre mondiale, un groupe de nazis fanatiques s'efforce de détruire New York avant la capitulation allemande, en y envoyant le Silbervogel. Ils se sont assuré le concours de la plus célèbre pilote d'essai du Troisième Reich, Hanna Reitsch (personnage historique). Mais tout le monde ignore que son « copilote » et amant blond n'est ni officier de la Luftwaffe ni aryen, ni même allemand. C'est en réalité son ami d'enfance "Max" (personnage de fiction), juif polonais émigré aux États-Unis avant guerre, formé comme pilote de chasse, recruté par l'OSS pour faire échouer les plans nazis[4].